# Mélida
Mélida és un municipi de Navarra, a la comarca de Ribera Arga-Aragón, dins la merindad de Tudela. Limita al nord amb Santacara, a l'oest amb Murillo el Cuende i al sud amb les Bardenas Reales.

## Demografia
| Evolució demogràfica                              | Evolució demogràfica | Evolució demogràfica | Evolució demogràfica | Evolució demogràfica | Evolució demogràfica | Evolució demogràfica | Evolució demogràfica | Evolució demogràfica | Evolució demogràfica | Evolució demogràfica |
| 1996                                              | 1998                 | 1999                 | 2000                 | 2001                 | 2002                 | 2003                 | 2004                 | 2005                 | 2006                 | 2007                 |
| ------------------------------------------------- | -------------------- | -------------------- | -------------------- | -------------------- | -------------------- | -------------------- | -------------------- | -------------------- | -------------------- | -------------------- |
| 844                                               | 827                  | 822                  | 814                  | 791                  | 785                  | 754                  | 762                  | 762                  | 766                  | 785                  |
| Fonts: Mélida i Institut d'Estadística de Navarra |                      |                      |                      |                      |                      |                      |                      |                      |                      |                      |

## Fills il·lustres
- Andrés Jaso Garde, futbolista.